# 2020年の教育
2020年の教育（2020ねんのきょういく）では、2020年（令和2年）の教育分野に関する出来事についてまとめる。
2019年の教育-2020年の教育-2021年の教育

## できごと

### 1月
- 18日-19日 - 大学入試センター試験[1]。

### 2月
- 27日 - 安倍首相が全ての公立小中高校全てを3月2日から休校措置を表明した[2]。

### 3月
- 22日 - 愛子内親王が学習院女子高等科を卒業[3]。

## 予定
- 新学習指導要領が小学校で全面実施[4]。教科として英語が加わり、プログラミングも必修化。